# 安竜うらら
安竜 うらら（ありゅう うらら、1987年2月10日 - ）は、日本の女優。福島県いわき市出身。

## 人物・経歴
女子美術大学短期大学部造形学科絵画専攻在学中に、服飾系学科の友人に頼まれてファッションショーや美容雑誌のモデルを始める。
卒業後2年ほど会社員を務め、その後本格的にモデルとしての活動をスタート。2011年に東京FM「シンクロのシティ」の公開生放送の観覧に行ったことを機にリポーターに誘われ、8年半にわたって務める。

## 主な出演歴

### CM
- NTTグループ「NTTのエコ/テレビ会議篇」
- Panasonic「P04B／花屋篇」
- P&Gヴィダル・サスーン インフォマーシャル／マジックシャイン
- アルパイン「BIG X」
- NEXON「テイルズウィーバー／12分割編」
- 内閣府「福島の食」篇、「福島の観光」篇 - 共にナレーション
- TOYOTA 「カーライフゲーム～ライフステージにあわせて乗り換えられる」篇
- Netflix「全裸監督」ラジオCM「会議室」篇

### 映画
- Fregrance（2011年、錦織伊代監督） - 主演
  - ショートショートムービーフェスティバル3D部門ノミネート作品
- ジヌよさらば〜かむろば村へ〜 （2015年、松尾スズキ監督） - アナウンサー 役
- ラブ&ピース （2015年、園子温監督）
- リアル鬼ごっこ （2015年、園子温監督） - 先生 役
- 止められるか、俺たちを （2018年、白石和彌監督） - 遠山美枝子　役
- 貞子 （2019年、中田秀夫監督）-看護師　役
- 東京アディオス（2019年、大塚恭司監督）-ユノ　役
- 108〜海馬五郎の復讐と冒険〜 （2019年、松尾スズキ監督）-玉消し女　役
- 孤狼の血 LEVEL2 （2021年、白石和彌監督） - 角谷華英 役

### 舞台
- 若松孝二生誕80周年祭特別企画 実録・連合赤軍あさま山荘への道程 （2017年3月、若松プロダクション制作舞台、シライケイタ演出） - 遠山美枝子 役
  - オーディションにより、230名超の中から選出された
- 女帝（2018年5月、シライケイタ演出） - ホステス 役

### テレビドラマ
- それでも僕は君が好き （フジテレビ、2015年）
- IQ246 第1話 （TBSテレビ、2016年）
- 吉祥寺だけが住みたい街ですか？ 第6話「出会いの街」（テレビ東京、2016年）
- 全力失踪 第2話 （NHKプレミアム、2017年）
- コウノドリ 第11話（TBSテレビ、2017年）
- 不能犯 第2話（dTV、2017年）
- ブラックペアン 第10話（TBSテレビ、2018年）
- 高嶺の花 第2話、第4話（日本テレビ、2018年）-　キャバクラ嬢
- フルーツ宅配便 第2話、第5話、第6話、第7話、第9話、第10話（テレビ東京、2019年）-　ホステス・みぃちゃん
- SOUND and FRIENDS （テレビユー福島、2019年）レギュラー出演
- みをつくし料理帖 スペシャル（NHK、2019年）　-　女中
- 恋に落ちたおひとりさま　~スタンダールの恋愛論~　第6話　（2022年3月、テレビ東京）-　レポーター
- 嫌われ監察官 音無一六 season1 第2話（2022年5月13日、テレビ東京）-　警察官

### 配信ドラマ
- 極悪女王（2024年9月19日 - 、Netflix）[4]-ジャンボ堀（堀あゆみ）役

### ミュージックビデオ
- THEラブ人間「クリームソーダ」（加藤マニ監督） - 森ガール 役

### ラジオ
- シンクロのシティ（2011年 - 2019年 、TOKYO FM） - レギュラー
  - 2011年に渋谷スペイン坂スタジオへ、リスナーとして観覧に行った際、番組パーソナリティに誘われ、番組に加入
  - VOICE収集隊「ウララちゃん」、「ウラレポ」や「東京地元めし」の中継コーナーレポーターとして活動。
- サカナクション・山口一郎 "Night Fishing Radio"隔週日曜18:00-18:50、NHK-FM）NF特派員として出演
- Podcast配信ラジオ「気になる特殊職業の世界」（2021年）-メインパーソナリティ

### その他
- 福島フェス2016（2016年10月、六本木ヒルズアリーナ） - 福島県いわき市出身、日本酒好きとして、「ミスおちょ娘コンテスト」にて初代グランプリを受賞。
- 香港インターナショナルワイン＆スピリット2016
- 日本酒フェア2017
- ふくしま美酒体験in渋谷 司会
- 福島の酒 飲みくらべフェア（コラッセふくしま）
- ふくしま酒まつりin新橋
- 福島フェス2017
- 東北復興応援フェスタin赤坂バル横丁
- 日本酒フェア2018
- 福島フェス2018
- 日本酒フェア2019